# 吉永一贵
吉永一贵（日语：／ Yoshinaga Kazuki，1999年7月31日—），日本男子短道速滑运动员，2016年冬季青年奥林匹克运动会男子500米银牌得主、2017年亚洲冬季运动会男子5000米接力铜牌得主、2018年世界短道速滑锦标赛男子5000米接力铜牌得主。